# 沖縄そば
沖縄そば（おきなわそば）は、中華麺に由来する製法の麺を使用した、沖縄県の郷土料理（沖縄料理）である。麺の上には、豚の三枚肉の煮つけ、棒かまぼこ、ネギ、紅生姜などの具材がトッピングされる。

## 概要
沖縄県内では単に「そば」、あるいは方言で「すば」「うちなーすば」とも呼ばれる。農山漁村の郷土料理百選に選ばれている。
和蕎麦とは異なり蕎麦粉は一切使われず小麦粉のみで作られ、かんすい（かん水）または伝統的に薪を燃やして作った灰汁を加えて打たれる。製法的には中華麺と同一であり、公正競争規約の上でも「中華めん」に分類されているため、日本ラーメンの一種として扱われる事もあるが、麺は一般に太めで和風のだしを用いることもあって、その味や食感は一般的ラーメンよりはむしろうどんや和蕎麦に近くなる。
発祥については諸説あるが、中国にある「琉球交流史」に、1534年に琉球王の四十九日供養に「粉湯（中国語で、汁そばの意味）」を献上したとあるのが原形だとされている。庶民の食べ物としての「そば」が紹介されたのは琉球処分後の明治後期のことで、県民食として大々的に普及して現在のような形態となったのは戦後、県外にもその存在が知られるようになったのは沖縄復帰以降のことである。
沖縄において「すば」「そば」は通常沖縄そばを指し、そば粉を用いた蕎麦は「日本そば」「ヤマトのそば」「黒いおそば」などと呼んで区別される。返還直後には名称に関する議論（#「沖縄そば」という名称についての節を参照）もあったが、現在では「沖縄そば」という呼び名が全国的にも定着している。
2005年には1日あたり19万から20万食が消費されている県民食であり、いくつかのメーカーからは乾麺、袋入りのインスタント沖縄そばやカップ麺の沖縄そばも販売されている。
近年は、沖縄の食文化が、沖縄県外にも普及する中、沖縄そばを模したカップ麺が「沖縄風そば」「琉球そば」などの名称で全国のスーパーやコンビニエンスストアで販売されている。
沖縄そばのスタンプラリーも毎年開催されており、他県からの参加者もいる。
また21世紀に至るまで、沖縄そば店の分布は沖縄県を中心とした郷土料理的性格が根強く、県外（さらには日本国外）では都市部や沖縄県出身者の多い地域などに沖縄料理店の一種として散在するに留まっている（「#特徴」、「日本国外での沖縄そば」も参照）。

## 歴史
沖縄における麺料理の起源は、琉球王国時代に福建省などの中国南部から伝来し、中国からの使者をもてなす接待料理に取り入れられた。しかし、庶民に麺料理が一般に知られるようになったのは琉球処分後の明治後期以降のことであり、日本本土出身者が連れてきた中国人コックが那覇の辻遊廓近くに開いた支那そば屋が、今日の沖縄そばの直接のルーツであると考えられている。
街中にそば屋が増え、一般庶民が気軽に食べられるようになったのは大正に入ってからのことであるが、当初は豚のだし（清湯スープ）をベースにした醤油味のスープで、具材も豚肉とネギのみと、日本本土の支那そばと変わらないものであったようである。その後沖縄県民の味覚に合わせた改良が重ねられた結果、スープは現在のような薄めの色となり、今日にまで繋がるばら肉、沖縄かまぼこ、小ねぎを具材とし、薬味として紅しょうがやコーレーグス（島唐辛子の泡盛漬け）を用いるという沖縄そば独自のスタイルが形成されていった。支那そばと並んで「琉球そば」という呼称が用いられるようになったのもこの頃のことである。

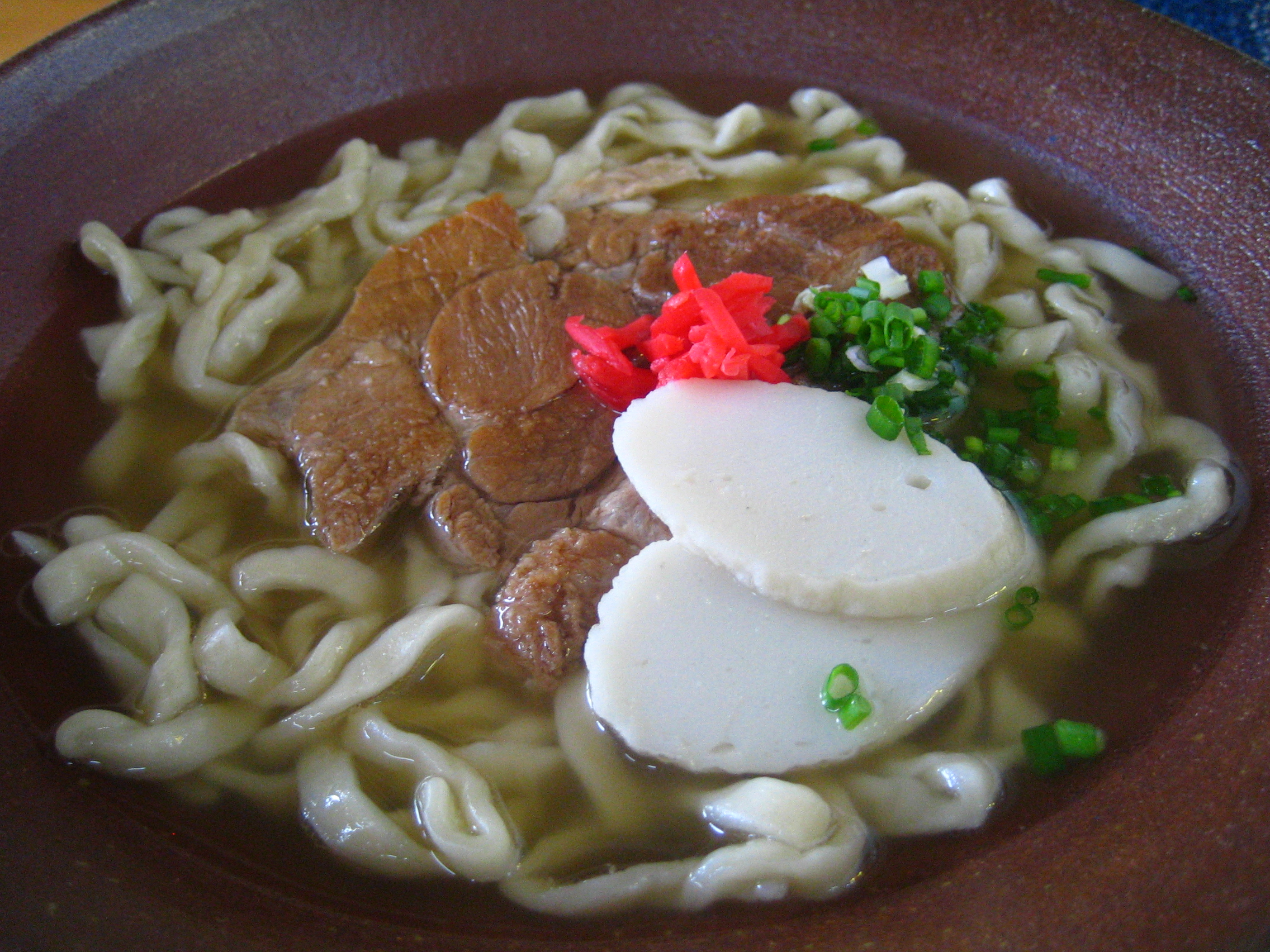
木灰そば

また現在は一般的な中華麺と同様に、麺には小麦粉と塩水、そしてかんすい（鹹水）が用いられるが、当時はかんすいが入手しづらく高価でもあったため、灰汁（はいじる）と呼ばれるガジュマルなどの亜熱帯の樹木灰を水に溶かした上澄み液が代用として利用されることが多かった。このような伝統的な製法の麺は、今日では特に木灰そば（もっかいそば）と呼ばれている。灰汁は琉球染めにも利用される身近なアルカリとして一般に用いられてきた経緯がある。
こうした老舗も、戦時中の食糧不足で営業不能となり、さらに沖縄戦によって大半が壊滅した。だが、米軍占領下で小麦粉が豊富に出回るようになってからは次々と復活し、また戦争で寡婦となった女性たちが新しい店を立ち上げるなどして、戦後沖縄を代表する軽食として急速に普及していくこととなる。店の数が増えるにともなって、それぞれの店がさまざまな具材や、鰹や昆布を用いた和風の出汁を用いるなど競い合って工夫を凝らし、県民食として発展していった。同時期に煮炊き用の熱源が薪炭からガスなど化石燃料に移り変わり、それまで麵打ちに不可欠だった木灰の入手が難しくなったこともあって、中華麺同様にかんすいを使用した大量生産の麺が一般的となり現在に至っている。
近年まで戦後の日本本土のラーメン文化の影響を受けることのなかった沖縄県では、復帰前の1970年頃にはすでに大衆食としての「すば」が定着し、上記の代表的なスタイルや、後に誕生する大ぶりのソーキを具にしたソーキそばは沖縄料理の定番となった。こうして生まれた沖縄そばは、沖縄本島に定着する過程と同時、あるいは相前後しながら、宮古諸島や八重山諸島、その他の島々へも広がるに至っている。
本土復帰以降には日本本土由来の「大晦日の年越し蕎麦」の風習が広まったが、食されるのは蕎麦粉を用いた「日本蕎麦」ではなく、沖縄そばである

### 年譜
- 1915年（大正4年） - 支那そばの表記を「琉球そば」に変更するよう当時の那覇警察署長が指導。しかしこの呼称は定着せず、単に「そば」「すば」と呼ばれるようになる[11]。
- 1945年（昭和20年） - 沖縄戦によりすべてのそば屋が壊滅する。
- 1946年（昭和21年） - 那覇の神里原や平和通りなどを中心に大衆食堂が増え始める。
- 1950年代 - 製麺所からゆでめんのそばが売り出される。これにより、それまですべて自家製手打ちだったそばが、一般家庭でも気軽に味わえる日常食となっていく。
- 1960年代 - ガスの普及による製法の旧態化、既成麺の台頭、店主の高齢化などにより、旧来の老舗そば屋が相次いで廃業し、世代交代が進む。
- 1972年（昭和47年） - 本土復帰。日本そばと区別するために、『沖縄そば』の呼称が用いられるようになる。
- 1967年（昭和42年） - 名護の我部祖河食堂にてソーキそばが誕生[12]。
- 1976年（昭和51年） - 公正取引委員会より沖縄そばの名称についてクレームがつく。
- 1978年（昭和53年） - 『本場沖縄そば』の表示が特殊名称として登録許可される。
- 1987年（昭和62年） - 沖縄そばの本土移出認可。
- 1995年（平成7年） - 沖縄県物産公社設立。当初は『沖縄ラーメン』という名称で本土進出を試みる。
- 1997年（平成9年） - 沖縄生麺協同組合が10月17日を『沖縄そばの日』に制定する。オリジナルの木灰そばを生麺で提供する[13]てんtoてん開業。
- 2006年（平成18年） - 『沖縄そば』の表示が、沖縄生麺協同組合の地域団体商標として登録される。

## 特徴
麺の形は太めでややねじれたうどんのような方形が一般的だが、名護を中心とした本島北部ではきしめんのような平打ちのものが主に用いられる。
一方、石垣島など八重山列島は細めのストレート麺で、このような八重山諸島の沖縄そばを八重山そばと呼ぶ。また、宮古島のそばも縮れのない細めの平打ちで、具材や盛り付け方などにも独特の特徴があり宮古そばと呼ばれる。
これ以外にも大東そば、久米島そば、名護そば、首里そば、那覇そば、与那原そば、山原そばなど、商標や店名として地域名を冠するそばは多数存在するが、上記の八重山そばや宮古そばのような際立った特徴や歴史があるわけではなく、ローカル呼称、地域おこしとしての側面が強い。近年は沖縄本島内でも、宮古そばの流れを汲む麺の人気が高まりつつある。
以上のように沖縄そばの流れを組む郷土料理の麺類は沖縄県内を中心に広がっている一方、隣県の奄美群島では与論島のもずくそば、沖永良部島のえらぶそばが見られる程度であり影響は少ない。徳之島以北ではほぼ県外全体と同様の扱いとなる。

### 麺
沖縄そばと一般的な中華麺の大きな違いとしては、ゆで上げた麺に油をまぶし、冷水で締めずに自然冷却するという点があげられる。これは麺に油を吸わせることで保存性を高めるという冷蔵庫のない時代に生まれた知恵であるが、この工程が沖縄そば独特の表面が固くボソボソとした食感を生んでいる。いっぽう生麺までの製法は一般的なラーメンと大差ない。一部には手打ち麺をゆでたてで提供する店や、油処理を行わない冷凍麺なども流通しており、ゆで麺との食感の違いや低カロリーなどを売りにしている。
また、大量生産では一般にかんすいを用いるが、古い時代の製法にこだわってガジュマルなどの灰汁を用いる自家製麺の店もある。ポストハーベストの不安から国産小麦にこだわる店や、全メニュー化学調味料なしを宣言する店も存在する。
その他にも麺にアーサやふーちばー、イカスミ、カレー、バジルなどを練りこむ飲食店も散見される。

### スープ
スープはほとんどの場合、豚出汁と鰹出汁のブレンドで、その比率はさまざまである。市販の濃縮スープも、同一メーカーから「豚」と「鰹」の二種類が発売されていることが多い。近年は鰹出汁を主体とするスープも人気であるが、古典的な豚のみのだしや、九州ラーメンのような白濁した豚骨スープを用いる店もある。また一部ではラーメンのように鶏がらや煮干しを用いたり、野菜を入れて甘みを出す例もある。色調も関西風のうどんつゆに似た澄んだスープから、ラーメンのように液面が油膜で覆われたものまでありバリエーションが広い。

### 具材
トッピングとしては、三枚肉を用いる標準的な沖縄そばに加えて、ソーキそば、軟骨（ソーキ）そば、てびちそば、中味（豚モツ）そば、「肉そば」（肉野菜炒めの載ったそばをこう呼称する）、ゆし豆腐そば、などが代表的である。古くからの店では三枚肉ではなく脂身のない赤身の真肉、薄焼き卵、結び昆布、干し椎茸の甘煮などが添えられることもある。離島（座間味島など）ではもずくをトッピングしたものが見られる。
弁当屋などでスープ代わりに販売される安価なもの（100円そば）では、肉が省略されたりポーク（ランチョンミート）で代用されることも多い。

### バリエーション
沖縄県の食堂やレストランでは、焼きそばにも沖縄そばの麺が使われる事があり、正式名称は無いが沖縄焼きそばと呼ばれる事もある。これも県外の焼きそばとは麺や食感が異なる。歴史は比較的新しく、既成麺が流通し始めた昭和30年代に誕生したと考えられる。具は肉・野菜だが、ランチョンミートもよく用いられる。初期は本土のナポリタンに似たケチャップ味が主流であったが、今ではウスターソース味、塩味、醤油味のものも増えている。
また、かつてはもっとも手軽な食べ方として、市販のゆで麺に醤油や塩などを絡めてそのまま常温で食べることも行われた。これはからそばと呼ばれ、石垣島では「からそばのタレ」も商品化されている。ねぎやトゥーナ（ツナ）缶など手近なものと和えれば一品料理としても成立するので、簡便な軽食や酒のつまみとして現在もしばしば用いられる。
沖縄そば店の多くでは、握り飯や稲荷寿司、ジューシーがセットメニューとして用意されている。

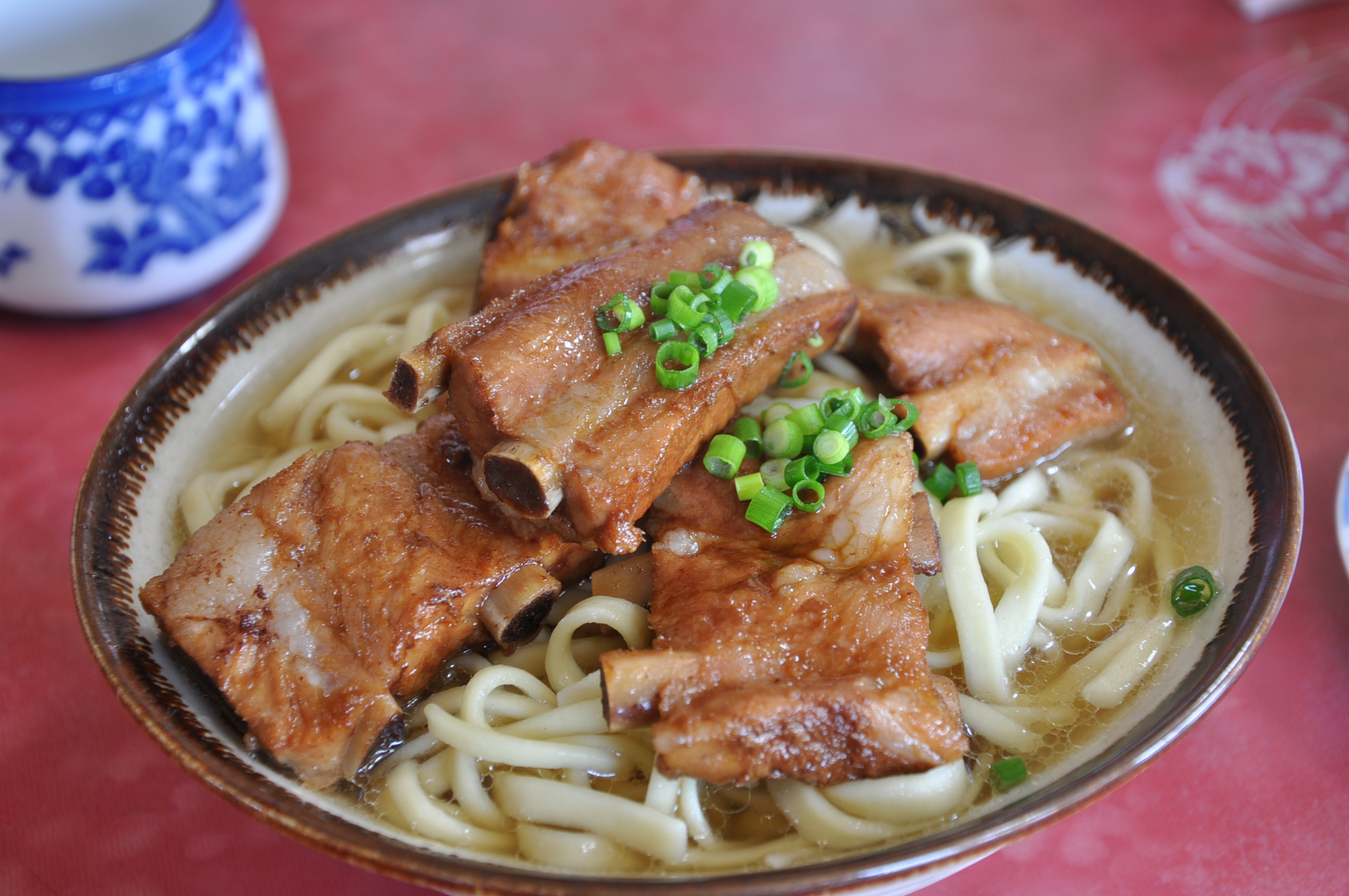
ソーキそば（本ソーキ）
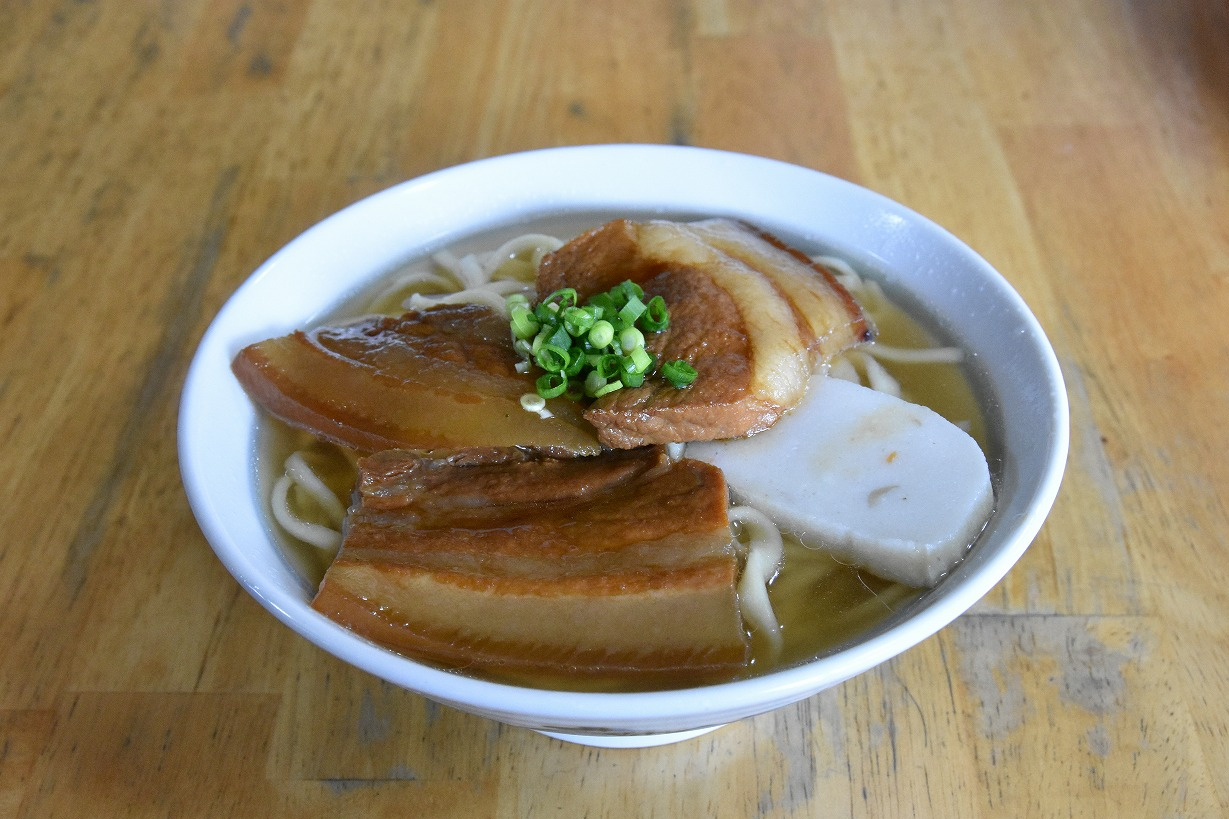
三枚肉そば（山原そば）
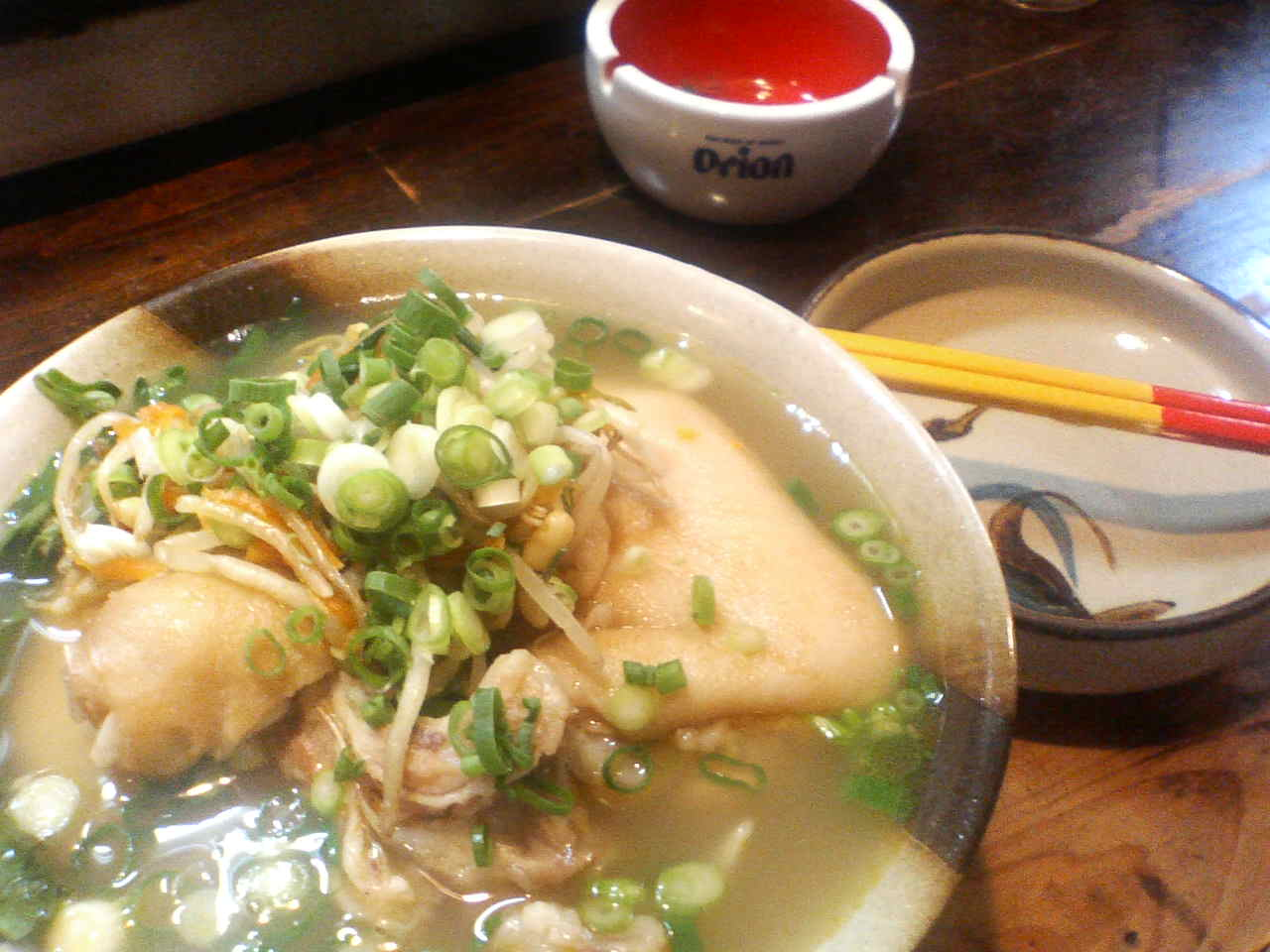
てびちそば
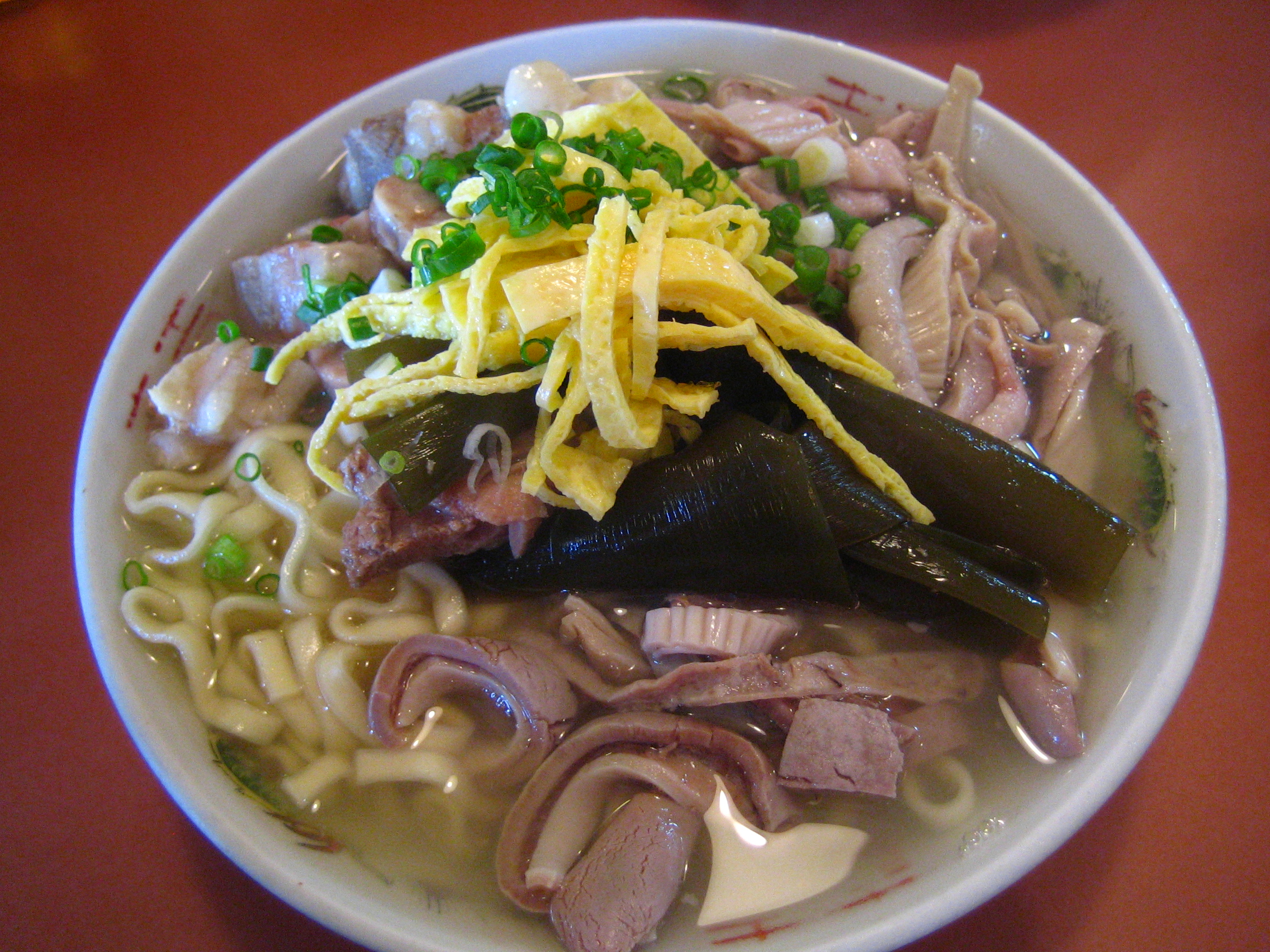
中味そば
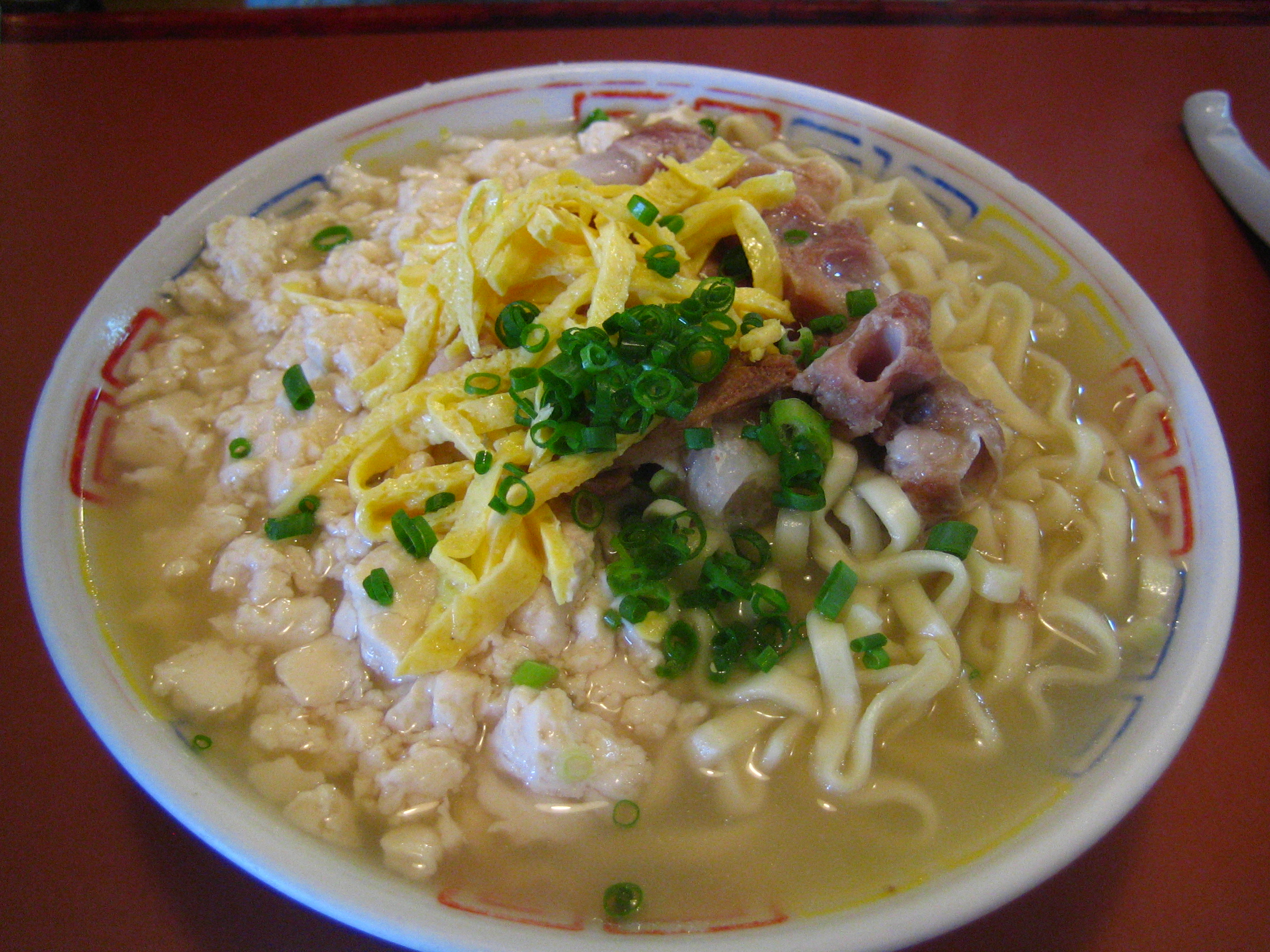
ゆし豆腐そば
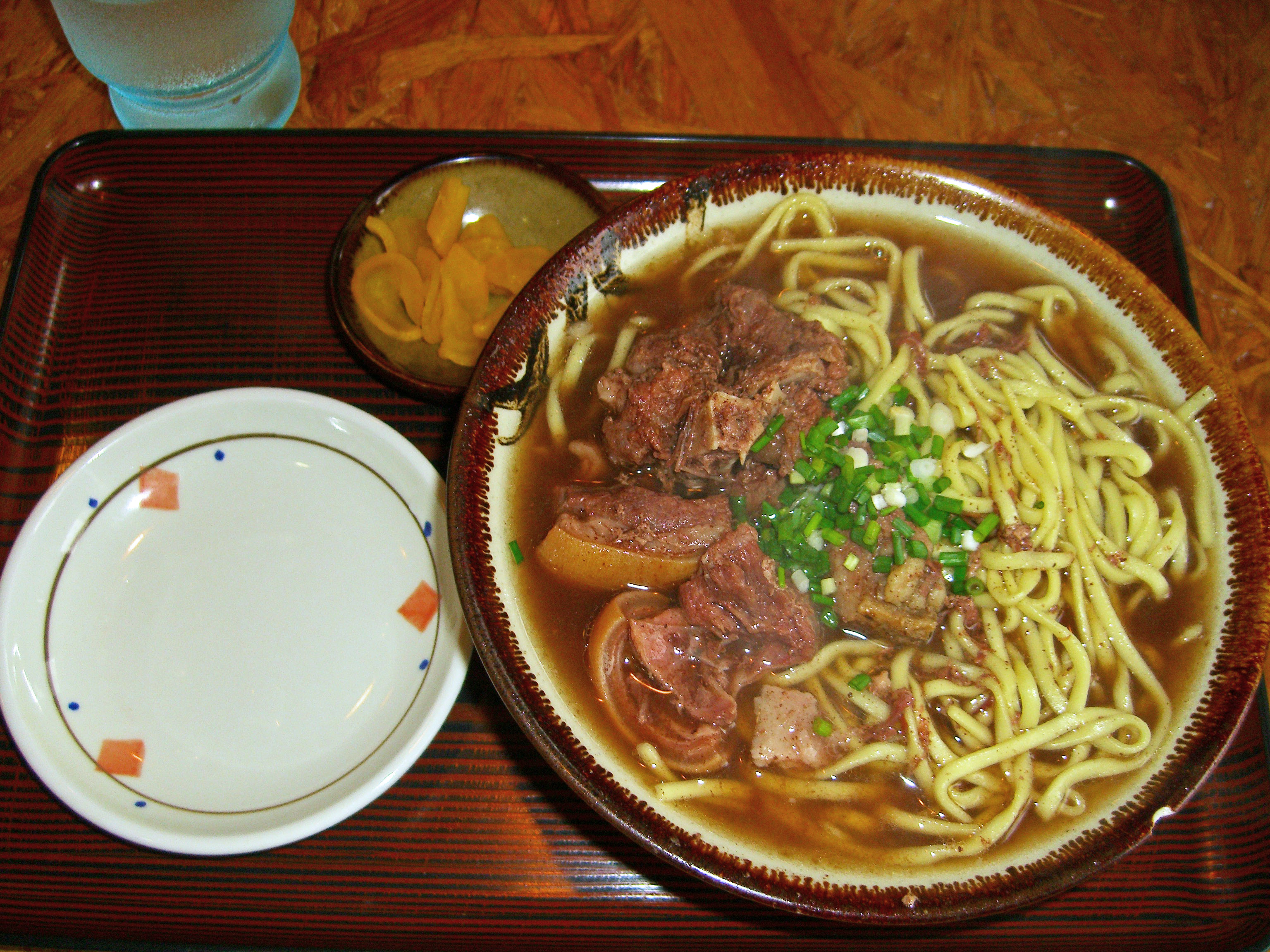
山羊そば
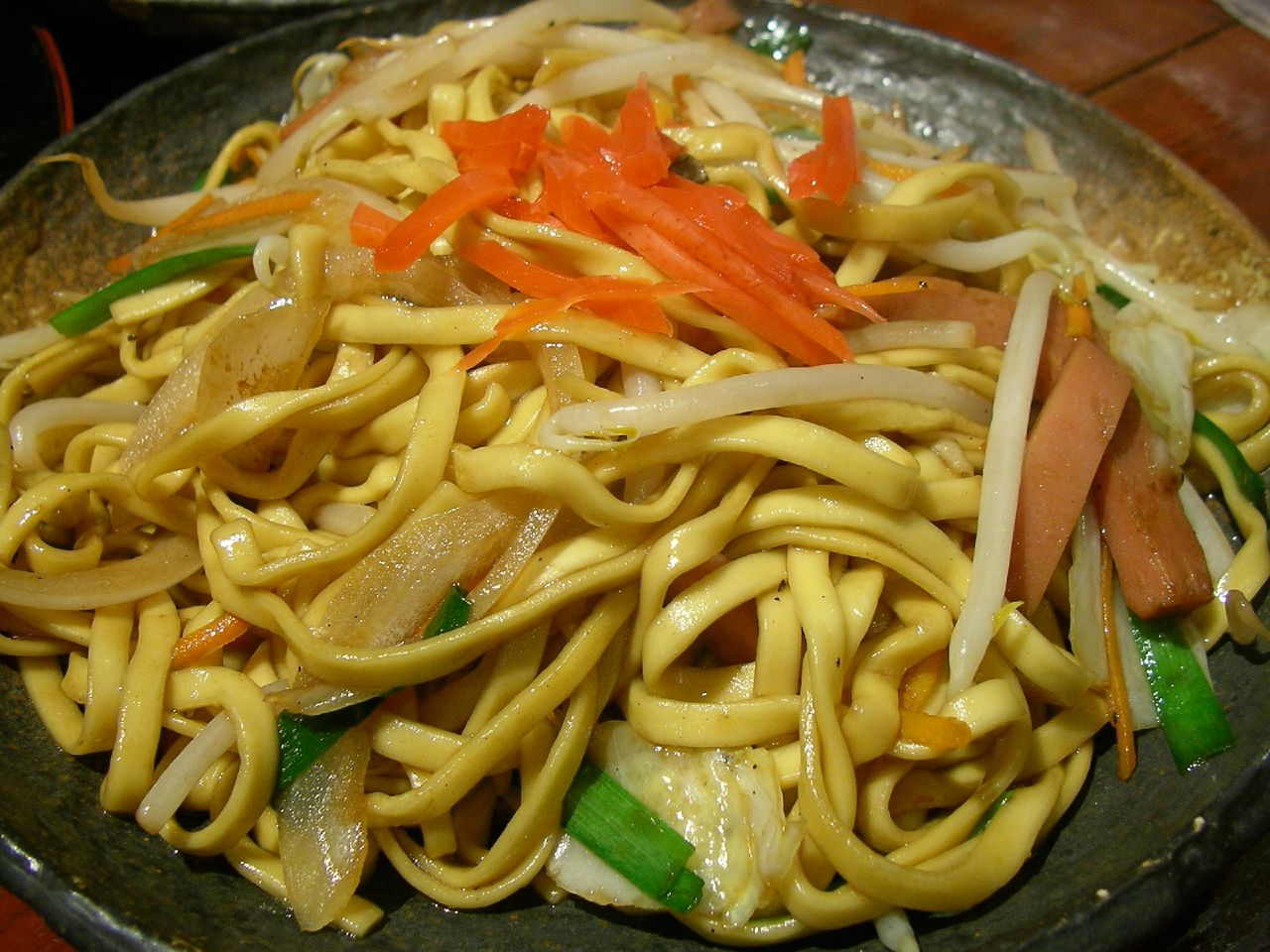
沖縄焼きそば
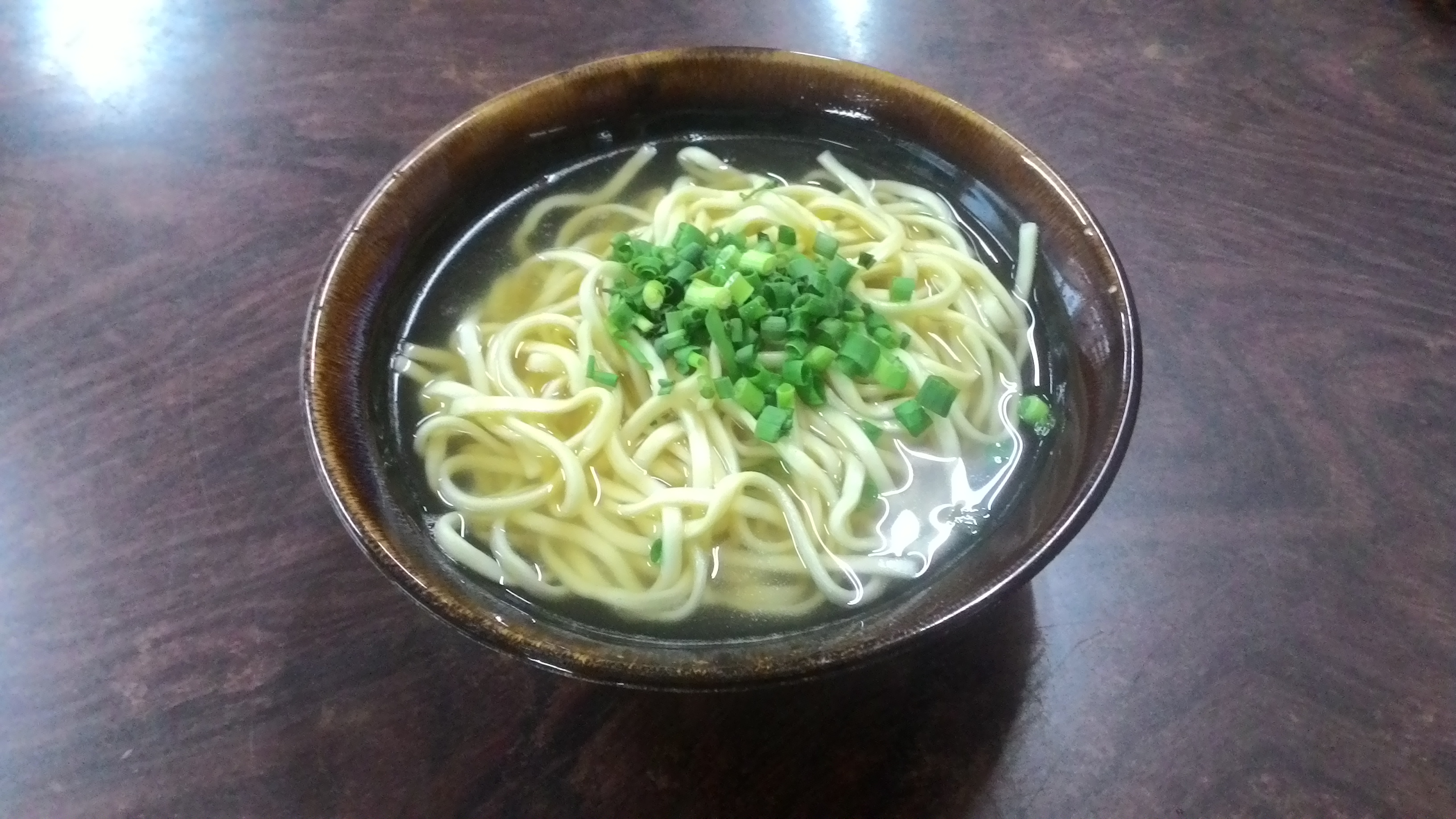
宮古そば
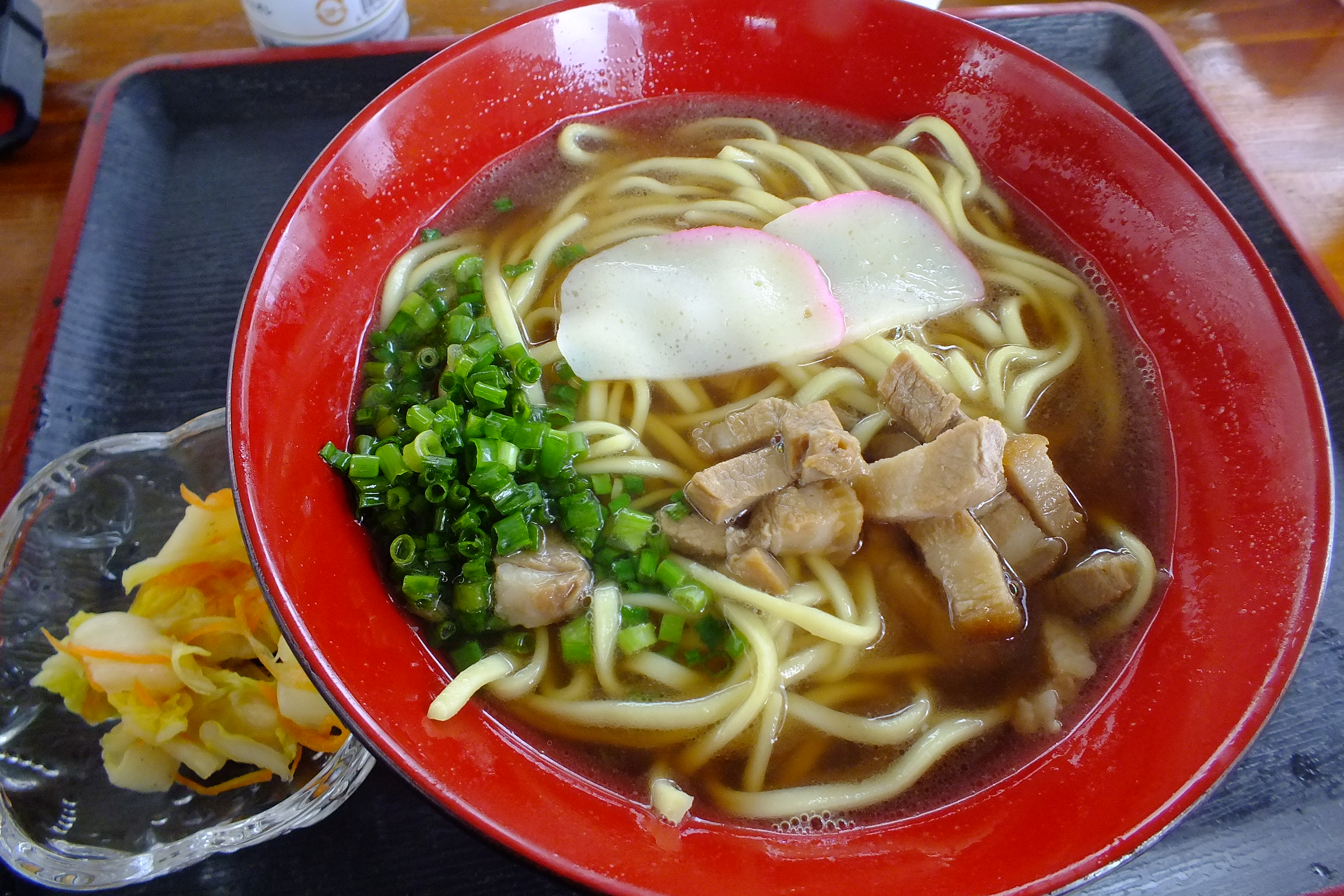
八重山そば

## 「沖縄そば」という名称について
上記の通り、沖縄県では沖縄そばは伝統的に食べられてきた食品であり、単に「そば」と言えば沖縄そばをさすことがほとんどである。
1976年に公正取引委員会が「生めん類の表示に関する公正競争規約」の「『そば』とは、そば粉30%以上、小麦粉70%以下の割合で混合したものを主たる原料とする」という定義に抵触するとして、「沖縄そば」の名称の使用に問題があるとする指摘を行った。なお、「公正競争規約」自体は法律ではないが、景品表示法の規定に基づく業界団体等による自主規制ルールであり一定の拘束力を持つ。
しかし県内で一貫して「そば」と呼ばれてきた慣習を変えることは困難として、沖縄生麺協同組合等が中央と粘り強い交渉を行った。これにより1977年には通称としての「沖縄そば」が県内のみの使用に限り許可された。その後、1978年10月17日に全国生めん類公正取引協議会の「生めん類の表示に関する公正競争施行規則」別表の「名産・特産・本場等の表示」に「本場 沖縄そば」が追加承認され、「沖縄県内で生産」「仕上げに油処理を行うこと」などのいくつかの条件の下に特殊名称として認可された。これを記念し、沖縄生麺協同組合が10月17日を「沖縄そばの日」とした。1976年の通達から実に2年8か月を要しての正式承認だった。

### 沖縄そばの定義
このときに定められた「本場 沖縄そば」の定義は以下の通りである。
1. 沖縄県内で製造されたもの
2. 手打式（風）のもの
3. 原料小麦粉中のタンパク質含有量は11%以上かつ灰分は0.42%以下
4. 加水量 小麦粉重量に対し34%以上36%以下
5. かんすい 2 - 4 Bh
6. 食塩 5 - 10 Bh
7. 熟成時間 30分以内
8. めん線 めんの厚さ1.5 - 1.7 mm 切刃番手 薄刃10番 - 12番。
9. 手もみ 裁断されためん線は、ゆでる前に必ず手もみ（工程）を行う。
10. ゆで水のPHは8から9であること。
11. ゆで時間 約2分以内で十分可食状態であること。
12. 仕上げに油処理が施されていること。

なお、1978年10月17日に許可されたのは「本場 沖縄そば」という特殊名称のみであり、「沖縄そば」という呼称が県外でも使用可能な一般名称として認められたわけではなかった。「沖縄そば」の県外への移出は、少し遅れて1987年4月5日に認可されたが、名称問題については不透明な部分が残り、1995年に設立された沖縄県物産公社のアンテナショップにおいても、沖縄そばという名称を避けて「沖縄ラーメン」というメニュー表記で提供されていた例がある。
現在では「生めん類の表示に関する公正競争規約」において「中華めん」の一名称として認められており、かんすい（唐あくを含む）を用いた麺に対しては、産地や製法などの制約なく沖縄そばの名称を使用してよいことになっている（つまり、現在は「ラーメン」や「中華そば」「ちゃんぽん麺」等と「沖縄そば」の間に定義上の違いは存在しない）。
2006年には地域団体商標として「沖縄そば」が認定された。指定商品は「小麦粉を使用した沖縄県産のそばのめん」である。よって原則として、商標権者である沖縄生麺協同組合の許可を得ずに「沖縄そば」の名称は使用できない。

## 日本国外での沖縄そば

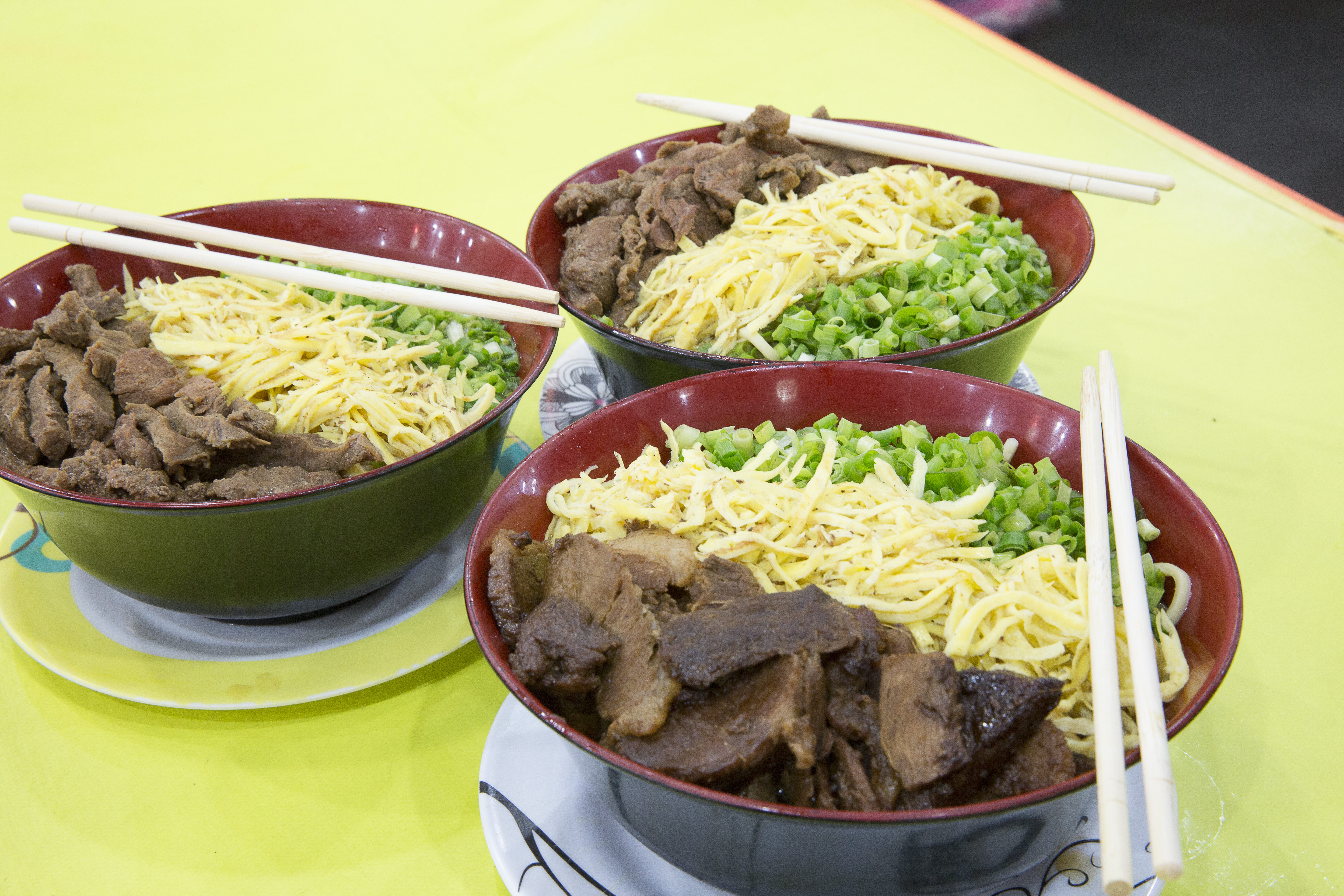
カンポ・グランデの sobá

沖縄そばはブラジルで沖縄出身の移民に浸透している。中でも沖縄出身者が多いマットグロッソ・ド・スル州のカンポクランデでは、移民が始まった1910年代当初から家庭内では食されていたが、1950年代になると外食として提供され始めた。以後沖縄そば店（ポルトガル語: sobaria）が増え、街の名物にもなっている。1980年代以降は非日系ブラジル人の客が主体になり、現地の好みに合わせて具に牛肉を使う、鰹や昆布出汁は使わないなど、レシピに変容も見られる。ネギの緑色と薄焼き卵の黄色という取り合わせがブラジルの国旗に似ている点も目を惹く。
ハワイにも沖縄料理店がある。